# 芹川村
芹川村（せりかわむら）は、かつて新潟県古志郡にあった村。

## 沿革
- 1889年（明治22年）4月1日 - 町村制施行に伴い古志郡芹川村、雁島村、三之宮村、花井村、上柳村が合併し、芹川村が発足。
- 1901年（明治34年）11月1日 - 古志郡川李村と合併し、下川西村となり消滅。